# Э
حرف إي (بالانجليزية: E، بالروسية: Э э)، المعروف بحرف «إي الإضافية» هو حرف مشتق من اللغة الروسية متمثلًا بحرف (إيه - э). ظهر هذا الحرف في لغتين من اللغات السلافية هما: الروسية والبيلاروسية. وهو يمثل حرفي (إي - e) و (إيه - ɛ) مثل الحرف في كلمة (editor). في اللغات السلافية الأخرى التي تستخدم الكتابة الكريلية، تتمثل أصوات حروف هذه الكتابة بالحرف (ئي - Ye) وهو في اللغة الروسية والبيلاروسية على شكل حرف (جيه - je) في مطلع الكلمة أو (إي - e) ويُعتبر حرفًا صامتًا يخرج من الحنك الصلب عند الإنسان.
في الأبجدية الكريلية المولدافية، التي كانت تُستخدم في جمهورية مولدوفا الاشتراكية السوفيتية خلال فترة الاتحاد السوفيتي، وما تزال تُستخدم في جمهورية ترانسنيستريا، يتوافق الحرف مع الأبجدية الرومانية اللاتينية وصوت الحرف (آ - ə). ويستخدم أيضًا في الحروف الهجائية الكريلية المُستخدمة في اللغة المنغولية إلى جانب العديد من اللغات الأورالية والقوقازية واللغات التركمانية الخاصة بالاتحاد السوفيتي سابقًا.

## في اللغة البيلاروسية الحديثة
على النقيض من اللغة الروسية، تحتوي اللغة البيلاروسية على العديد من الكلمات الأصلية التي تُنطق بعد حرف ساكن ثابت. وعلاوة على ذلك، جرى ضبط وتمييز التهجئة الخاصة بهذه الكلمات في وقت لاحق عن التهجئة الروسية (التي وصلت إلى شكلها الحالي في بداية القرن العشرين)، وذلك بناءً على اللغة المحكية لا على التقاليد التاريخية. وبالتالي، يُكتب حرف (إيه - э) والحرف الأولي (إي - e) بعد الحروف الساكنة الثابتة، وبعد حرف (جيه - je) وحروف العلة. هذا يعني أيضًا أن حرف (إيه - э) يُعدّ أكثر استخدامًا في اللغة البيلاروسية من اللغة الروسية.

## في لغات أخرى
في اللغة التوفانية، يمكن كتابة الحرف الكريلي على شكل حرف صوتي مزدوج.
في اللغة الطاجيكية، يُستخدم كل من الحرف (إي – e) والحرف (إيه - э) بشكل متماثل، باستثناء أن حرف (إيه - э) يُستخدم في أول الكلمة (على سبيل المثال، Эрон – بالإنجليزية: Iran  - بالعربية: إيران).
في اللغة المنغولية، يُعتبر حرف (إيه - э) الحرف القياسي لتمثيل صوت الحرف (آ - ɛ). وغالبًا ما يُكتب بشكل مزدوج لتمثيل صوت الحرف (إي – e:). ومع ذلك، يُستخدم الحرف (إيه – E) فقط في بعض الكلمات من اللغة المنغولية وفي بعض الكلمات الدخيلة على اللغة الروسية والكلمات الأجنبية المنسوخة إلى الروسية.